# Enicoeme grisea
Enicoeme grisea là một loài bọ cánh cứng trong họ Cerambycidae.